# Teuku Umar

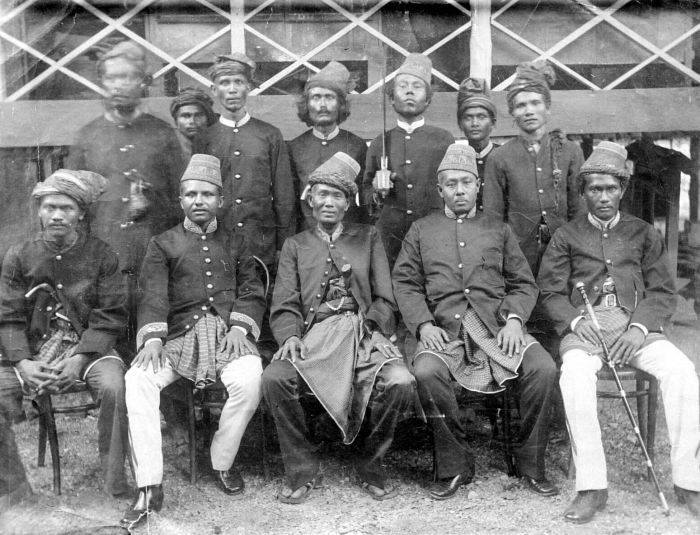
Teuku Umar en gevolg

Teuku Umar of teukoe Oemar (Atjeh, 1854 - Soeak Oedjoeng Kalak (Meulaboh), 11 februari 1899) was aanvoerder in de Atjehoorlog en is een nationale held van Indonesië. Hij speelde een belangrijke rol in de guerrilla tegen de Nederlanders, evenals zijn derde vrouw Tjoet Nja Dinh. 'Teuku' is een adellijke titel, die iets als 'heer' betekent. 
Teuku Umar stamde uit een invloedrijke familie in het sultanaat Atjeh. Zijn vader was teuku Mahmud en deze was de tweede zoon van teuku Nanta, omstreeks 1880 de heerser van het gebied dat VI Moekims werd genoemd. Umars moeder was een zuster van de vorst van Meulaboh. In 1880 trouwde Umar voor de derde maal, nu met zijn nicht Tjut Nja Dinh. Vanaf dat jaar was hij de ziel van het verzet tegen het in 1873 naar Atjeh gekomen Nederlands-Indisch Leger dat er het koloniaal gezag moest vestigen. Vanaf 1883 onderwierp hij zich enkele malen, steeds tijdelijk, aan het Nederlandse gezag, om daarna telkens weer in opstand te komen. Teuku Umar wordt in Indonesië vanwege zijn strijd tegen de koloniale overheersing geëerd als een der helden van Indonesië. Er zijn veel straten naar hem vernoemd.

## Nisero
De bemanning van het in november 1883 op de Atjehse kust gestrande Britse stoomschip Nisero werd door de radja van Teunom (indertijd 'Tenom' genoemd) in gijzeling genomen. De radja eiste losgeld en bovendien opheffing van de blokkade van de Atjehse kust door de Nederlandse oorlogsvloot. De koloniale regering beschouwde dit als een opstandige daad, want de radja had in 1877 het Nederlandse gezag formeel erkend. Aangezien de diplomatieke verhouding met Engeland vanwege deze gebeurtenis steeds slechter werd, besloot gouverneur Laging Tobias een geheime reddingactie op touw te zetten. Onder het motto dat men rovers met rovers moet vangen, benaderde hij de militante Atjehse teuku Umar die zich het jaar daarvoor aan het gouvernement had onderworpen. Deze accepteerde de opdracht de gevangenen te bevrijden op voorwaarde dat zijn maatschappelijke positie als peperhandelaar geregeld zou worden. Hij werd op 3 juli 1884 met zijn mannen ingescheept op het oorlogsschip Zr. Ms. Benkoelen. Maar Umar voelde zich aan boord door de Nederlanders beledigend behandeld. Hij zou als een koelie aan dek hebben moeten slapen. Toen hij met een sloep aan land werd gezet overvielen zijn manschappen plotseling de sloeproeiers, die ze op twee na vermoordden. Met de wapens voor de bevrijdingsactie voegden ze zich weer bij de Atjehse opstandelingen. De verontwaardiging over dit verraad was aan Nederlandse zijde groot. 
De radja leverde in september 1884 na dreiging met militair ingrijpen door Nederland en Engeland de gijzelaars uit en ontving een beloning en de toezegging dat de kustblokkade voorbij was.

## Hok Canton
Op 14 juni 1886 overviel Umar met een bende het schip de Hok Canton dat onder Nederlandse vlag voer. In de baai van Rigas aan de westkust van Atjeh werd het schip, dat peper vervoerde en wapens smokkelde, geplunderd. Scheepskapitein Hanssen, die gewond was, zijn echtgenote en een Europese machinist werden aan wal gebracht. Het Nederlandse gouvernement besloot de gegijzelden te bevrijden en tegelijkertijd de ontrouwe teuku Umar gevangen te nemen. Op 24 juni werd een 500 man sterke troepenmacht aan wal gezet voor een aanval op het versterkte huis van Umar in kampong Rigas. Na beschietingen vanuit zee werd het huis bestormd en ingenomen. Umar bleek niet aanwezig, maar enkele van zijn familieleden konden gevangen worden genomen. Vervolgens werd een aanval gedaan op een schuilplaats van teuku Umar in kampong Kota Brandang. Na een korte artilleriebeschieting en een schotenwisseling trokken de troepen de kampong binnen die inmiddels bleek te zijn verlaten. Inmiddels was kapitein Hanssen bezweken aan zijn verwondingen en waren de andere gevangenen naar het binnenland gebracht. Ten slotte betaalde het Nederlands gezag een losgeld van 25.000 dollar waarna de gevangenen werden uitgeleverd.

## Loyaal bondgenoot

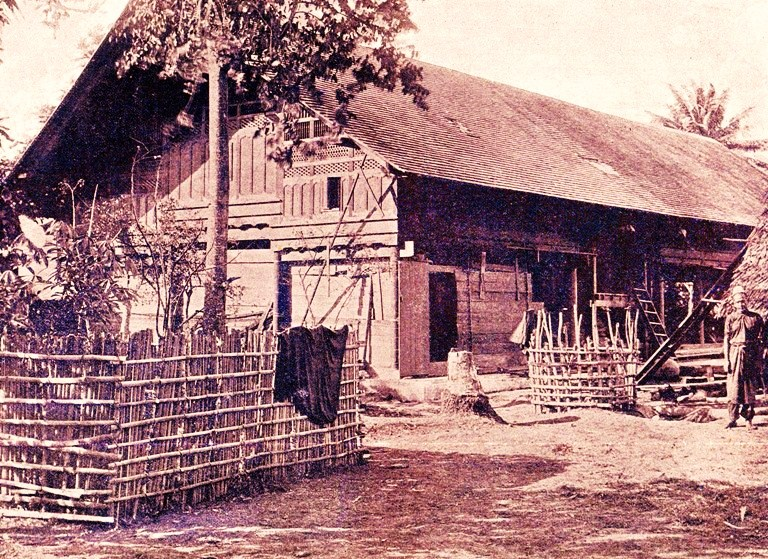
Huis van teukoe Oemar te Lampisang

In 1892 werd kolonel Deykerhoff benoemd tot civiel en militair gouverneur van Atjeh en Onderhorigheden. De kolonel veronderstelde dat het beter was om 'loyale' inheemse hoofden in te zetten tegen 'vijandelijke' hoofden. Met geld, geschenken en onderscheidingen trachtte Deykerhoff de vriendschap van de Atjehse hoofden te kopen. Zo werd het mogelijk inlandse hulptroepen op te leiden en uit te rusten met wapens. Mede door aanbevelingen van loyale Atjehers was in 1890 het Korps Marechaussee te voet opgericht.
Een centrale rol in Deykershoffs politiek was weggelegd voor teuku Umar. Hij was een van belangrijkste aanvoerders van de Atjehers. Meer dan eens 'onderwierp' hij zich, maar altijd was er weer een aanleiding die hem deed besluiten zich van de Nederlanders af te keren. Op 30 september 1893 gaf hij zich wederom met 15 volgelingen over en onderwierp zich plechtig aan het Nederlandse gezag.
Aan het hoofd van een Atjehs legioen met drie onderbevelhebbers genoot hij een riant inkomen en de regering van Nederlands-Indië zorgde voor het onderhoud van zijn manschappen. Op de landsbegroting van 1894 stond een bedrag van 101.000 gulden voor betalingen aan teuku Umar en zijn legioen. Umar bracht als tegenprestatie steeds meer gebieden onder Nederlandse controle. De aanvankelijke scepsis veranderde in dankbaarheid en waardering, Umar werd door Deijkerhoff overladen met eerbewijzen. Hij kreeg de titels 'Panglima Perang Besar' (groot oorlogsleider) en 'Djohan Pahlawan' (kampioen der helden). Teuku Umar bewoonde een fraai huis te Lampisang dat rijk gedecoreerd was met Atjehs houtsnijwerk, hem cadeau gedaan door het dankbare Nederlandse gezag. Het huis had een waterput die, uit voorzorg tegen vergiftigingen, alleen vanaf de eerste verdieping bereikbaar was.
De verdeel-en-heerspolitiek van Deykerhoff leek te werken, maar zijn officieren bleven sceptisch. Majoor J.B. van Heutsz vond de aanpak van de gouverneur volkomen verkeerd en stak dit middels zijn brochure De onderwerping van Atjeh in oktober 1892 niet onder stoelen of banken. Ieder wapen dat aan een Atjeher gegeven werd zou ooit tegen de verstrekker gebruikt kunnen worden, was zijn mening. Het inzetten van lokale hulptroepen leek echter een succes. Met een leger van 2000 Atjehers, gewapend met Nederlandse geweren, veroverde Umar zelfs de benteng Anak Galoeng op Panglima Polèm II.
Teuku Umar leidde nog meer grote militaire operaties tegen zijn landgenoten en wist zo verscheidene strategische punten te veroveren, onder andere de beruchte benteng Kaloet, waarna de Nederlanders de bezetting over konden nemen. Deze nieuw veroverde posten maakten het mogelijk de zogenoemde 'buitenlinie' op te zetten. Toch hielden ook veel Atjehers twijfels over de ware bedoelingen van Umar.

## Verraad
In januari 1896 volgde een conferentie te Buitenzorg tussen gouvernementscommissaris Vetter en kolonel Deykerhoff, waar besloten werd dat zo nodig agressief kon worden opgetreden in de XII Moekims. Nadat in maart een patrouille van het Nederlands-Indische Leger bij een verkenning zware verliezen leed werd besloten tot actie. Umar zou daaraan deelnemen en werd met het oog op die operatie van geweren en ammunitie voorzien.

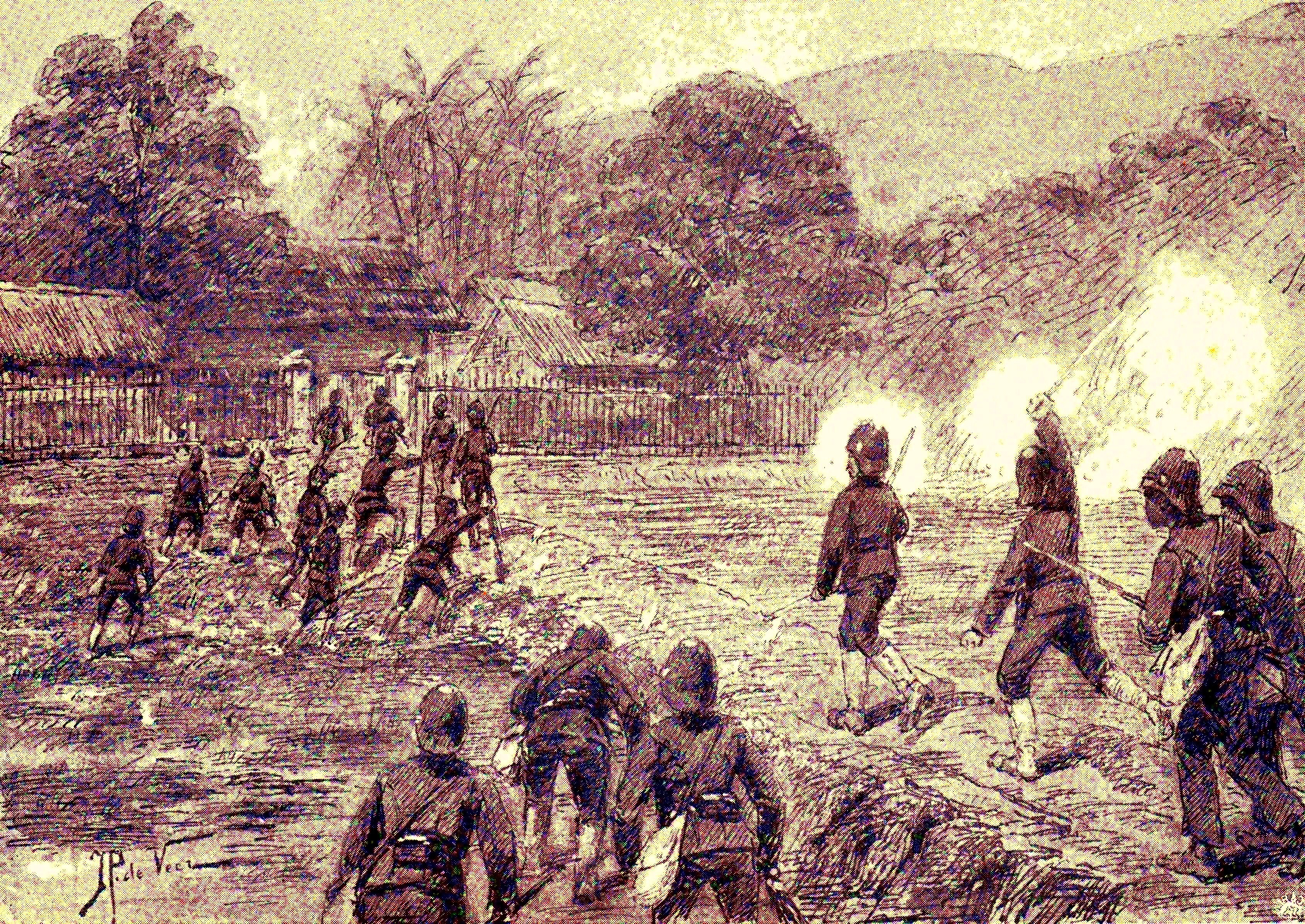
Aanval op de woning van Umar te Lampisang

Hij maakte echter, waarschijnlijk onder invloed van zijn echtgenote Tjut Nja Dinh, van de gelegenheid gebruik om met zijn gehele legioen naar de vijand over te lopen. Deze actie kwam bekend te staan als het Verraad van teuku Umar. De verontwaardiging was groot en men wilde wraak. Vetter, legercommandant en toen ook regeringscommissaris, keerde naar Atjeh terug, versterkte de troepenmacht, ontzette de ingesloten posten en startte omvangrijke operaties tegen Umar. Hiervoor werden in april en mei 1896 aanzienlijke troepenversterkingen naar Atjeh gedirigeerd. Na een driedaagse veldslag werd het huis van Umar te Lampisang veroverd en met de grond gelijk gemaakt. Umar zelf werd er niet aangetroffen, hij bleek met zijn gevolg te zijn gevlucht naar de XXV Moekims aan de westkust van Atjeh. In Nederland was veel aandacht voor de situatie in Atjeh.
Op 20 januari 1898 slaagde Umar erin het gebied van Pedir te bereiken waar hij door de hoofden aldaar als aanvoerder van de opstand werd aangesteld. Toen kolonel Van Heutsz in juni de Pedir-expeditie begon, moest Oemar terugtrekken. In het najaar deed hij nog een poging tot verweer, maar toen die mislukte moest hij naar zijn geboortestreek, de westkust van Atjeh, terugkeren.

## Dood
Op 9 februari 1899 was Van Heutsz in Meulaboh. Hij ontving daar het bericht dat Umar al zijn strijders zou hebben verzameld met de bedoeling die versterking aan te vallen. Al spoedig werd duidelijk dat de strijdgroep zich op korte afstand bevond. Van Heutsz liet op enige kilometers ten noorden van Meulaboh een hinderlaag leggen op het strand. Teuku Umar liep daar in de nacht van 10 op 11 februari 1899 in de val en werd toevallig gedood.
De omgeving werd door de Nederlanders van vrijheidsstrijders gezuiverd. De resterende strijders van Umar vluchtten naar moeilijk toegankelijk gebied. Onder hen was zijn weduwe. Met de dood van hun leider had het verzet een gevoelige klap gekregen.

## Naleven

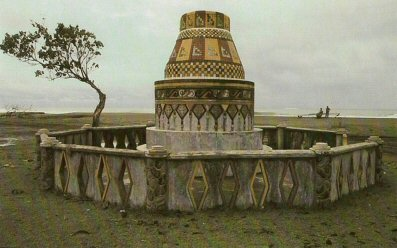
Monument voor teukoe Oemar te Meulaboh

- Na zijn dood werd Umar door zijn medestrijders begraven bij kampong Poetjok Loeëng. Zijn graf werd later enkele malen verplaatst om te voorkomen dat het lichaam in handen van de Nederlandse autoriteiten zou vallen. Het ligt nu ongeveer 80 km landinwaarts in Mugo Rayeuk.
- In de jaren 1930 werd teuku Umar door Soekarno een van de pahlawan tiga-sekawan genoemd, de 'drie heldhaftige vrienden', samen met Diponegoro en Imam Bonjol.
- Na de onafhankelijkheid van Indonesië werd de naam van de Boulevard Van Heutsz in Jakarta gewijzigd in Jalan Teuku Umar.
- In de buurt van Meulaboh is een gedenkteken opgericht in de vorm van een kupiah meukeutob, het Atjehse hoofddeksel dat Umar altijd droeg.

## Verzoek om teruggave
In 2020 adviseerde de Commissie teruggave koloniale collecties Indonesisch erfgoed dat naar Nederland was overgebracht, weer te laten terugkeren. In juli 2022 diende de Indonesische regering een verzoek in bij het Ministerie van onderwijs, cultuur en wetenschap tot teruggave van acht cultuurhistorische voorwerpen en collecties. Een daarvan betreft de Koran van teuku Umar.